# Synagoge (Březnice)
Koordinaten: 49° 33′ 30″ N, 13° 57′ 2″ O

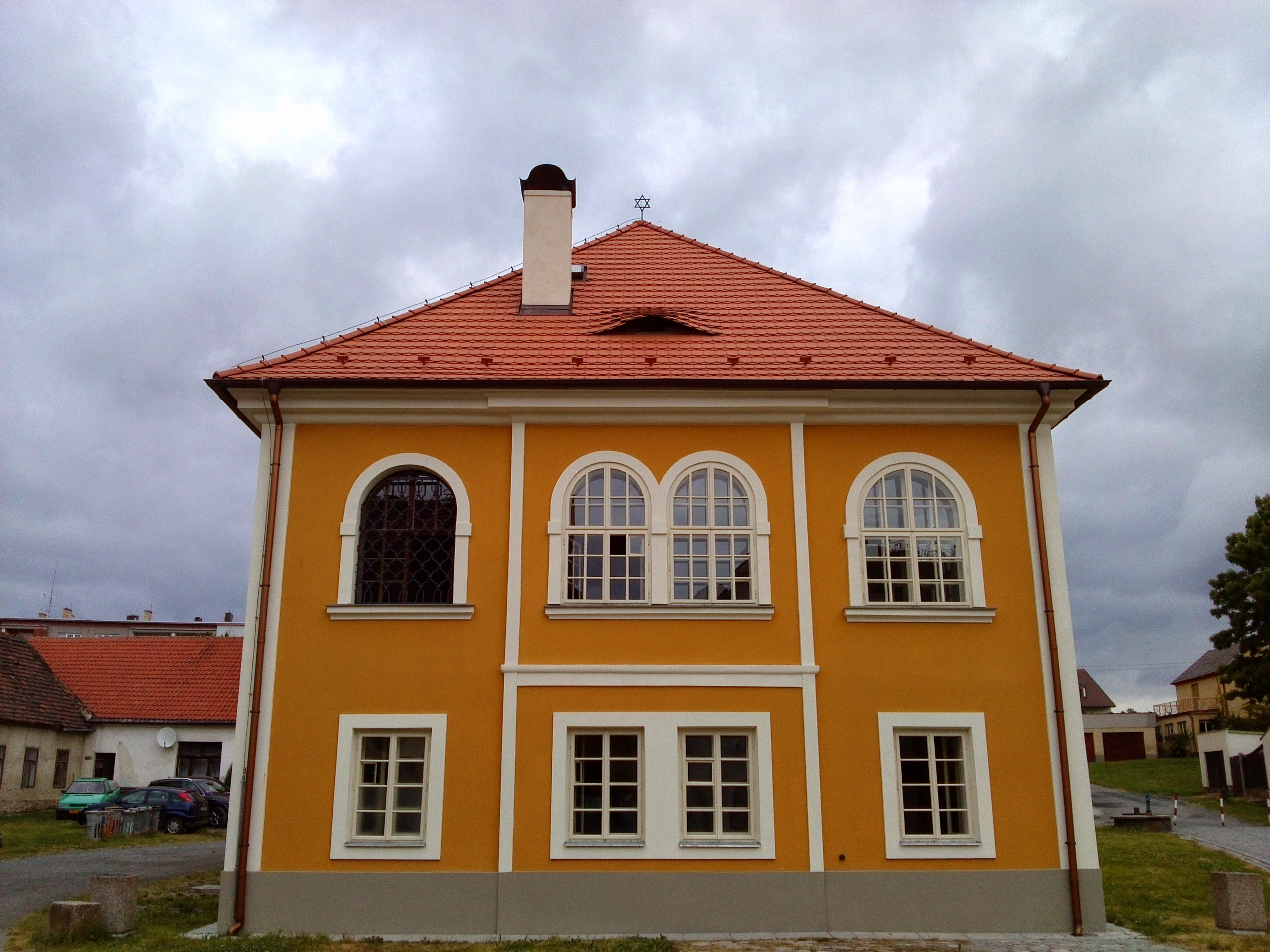
Synagoge in Březnice

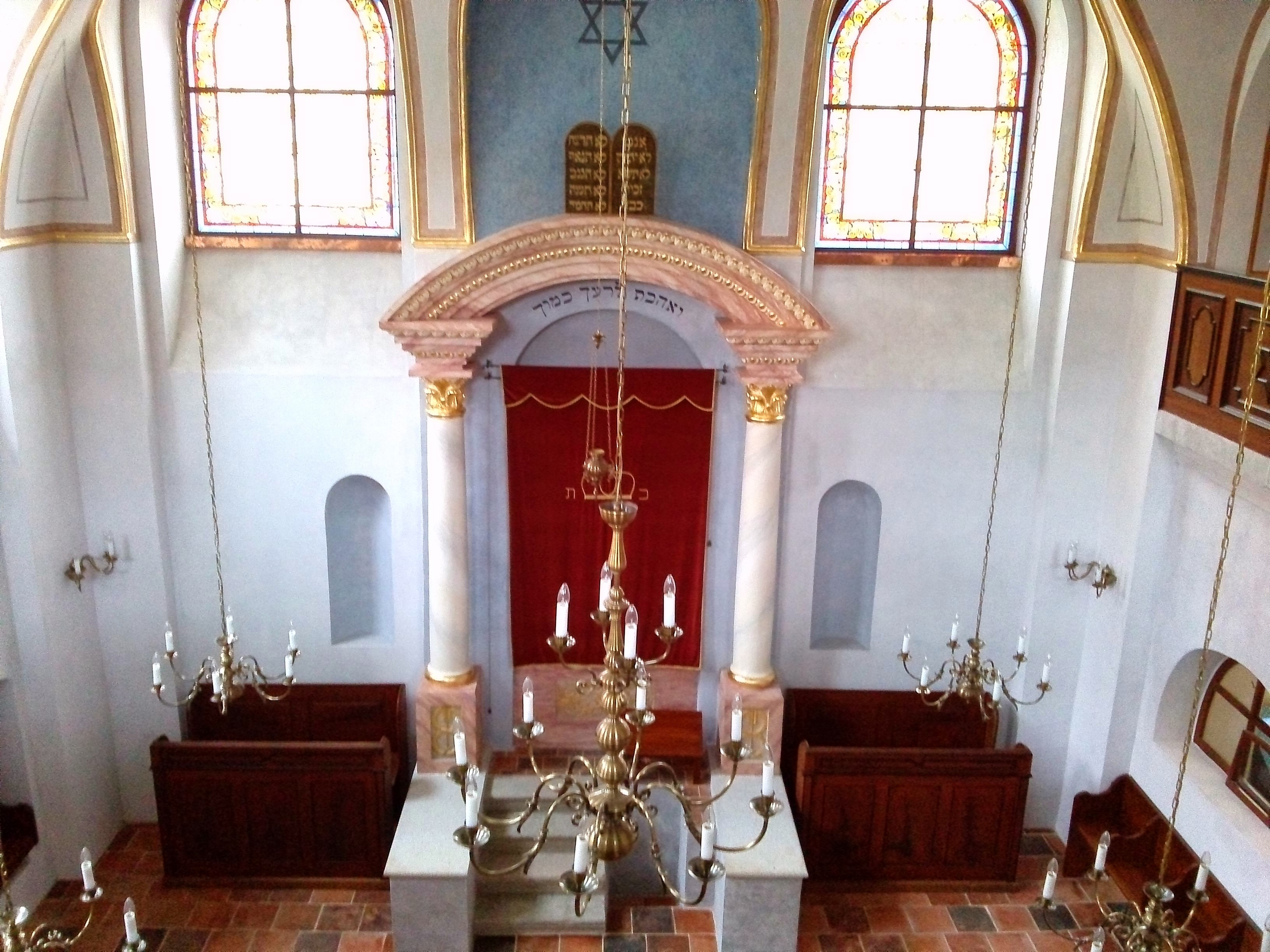
Innenansicht mit Thoraschrein

Die Synagoge in Březnice (deutsch Bresnitz), einer Gemeinde im Okres Příbram in der Region Středočeský kraj in Tschechien, wurde 1725 errichtet. Die profanierte Synagoge ist seit 1988 ein geschütztes Kulturdenkmal.
Der Synagogenbau fiel 1821 einer Feuersbrunst zum Opfer. Die jüdische Gemeinde ließ das Gebäude im alten Stil wieder aufbauen.